# Salésiennes missionnaires de Marie Immaculée
Les Sœurs Salésiennes Missionnaires de Marie Immaculée (S.M.M.I.) forment une congrégation religieuse apostolique féminine de spiritualité salésienne et de droit pontifical. Fondé en 1872 par l’abbé Henri Chaumont et Caroline Carré de Malberg, l’institut religieux est particulièrement engagé dans le travail missionnaire, social et éducatif, auprès des femmes et des plus démunis. De vision universelle et présent sur les cinq continents, l’institut compte 1 380 membres (en 2010).

## Histoire

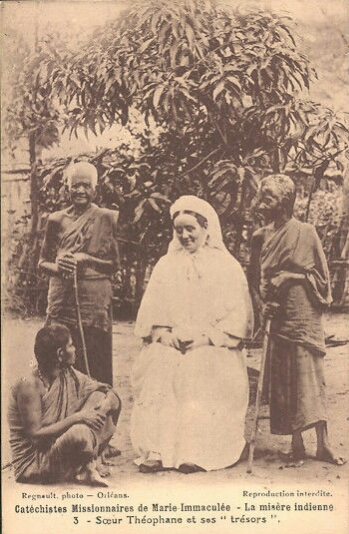
Missionnaire de Marie-Immaculée aux Indes vers 1930.

Une société des Filles de Saint François de Sales, regroupant des femmes laïques, est fondée à Paris, le 15 octobre 1872, par l’abbé Henri Chaumont et Caroline Carré de Malberg. La congrégation des Sœurs Salésiennes Missionnaires de Marie Immaculée est issue de cette société dont elle est la branche missionnaire. Elles s'appellent au début les catéchistes de Marie-Immaculée.
En réponse à l’appel de l'évêque de Nagpur (en), dans le centre de l’Inde, quatre membres laïques sont envoyées dans ce pays de l'Empire britannique, le 12 octobre 1889, pour s’y engager dans le travail missionnaire. Cette fondation, confiée à la Mère Marie-Gertrude Gros, est le premier projet missionnaire de la Congrégation. Puis, en 1895, celle-ci envoie des soeurs à Dacca (actuel Bangladesh), suite à l'appel de l'évêque de cette mission, Mgr Pierre-Joseph Hurth. 
Tout en restant membres de la Société des Filles de Saint François de Sales, les Salésiennes missionnaires [SMMI] ont leur organisation propre depuis 1968. Elles prononcent la même consécration salésienne que les membres laïcs et leur sont unies en une commune spiritualité. La Société des Filles de Saint François de Sales est donc formée, aujourd’hui, de deux branches autonomes: l’Association Saint François de Sales (laïques) et les Salésiennes Missionnaires de Marie Immaculée (religieuses missionnaires) vivant en lien fraternel et unité d’esprit.
Les Salésiennes missionnaires sont envoyées aux femmes et aux pauvres. L’œuvre évangélisatrice se fait par les activités catéchétiques, l’apostolat de proximité, l’éducation (écoles primaires, secondaires, ménagères, professionnelles, orphelinats et pensionnats). Dans le domaine de la santé, elles ont dispensaires et hôpitaux. Dans le domaine social, l’animation féminine a une grande place, aussi directement dans les villages que dans leurs centres de nutrition mère-enfant et autres centres pour handicapés et victimes du SIDA.

## Mission universelle
En 2010, l’institut religieux compte 1 380 membres en 177 communautés. Elles sont présentes sur les cinq continents. En Afrique : Algérie, Bénin, Cameroun, Ghana, Kenya, Madagascar, La Réunion, et l'île Maurice. En Amérique: Chili, Brésil, Haïti, États-Unis. En Asie : Inde, Bangladesh, Philippines. En Europe : France, Italie. En Océanie : Papouasie-Nouvelle-Guinée. La maison généralice se trouve en France à Gentilly, aux portes de Paris.